# Parti populaire chrétien-démocrate (Moldavie)
Pour les articles homonymes, voir Parti chrétien-démocrate.
Le Partidul Popular Creştin Democrat (Parti populaire chrétien-démocrate) est un parti politique moldave, membre observateur du Parti populaire européen.
Il ne remporte qu'un peu plus de 3 % des voix lors des élections législatives du 5 avril 2009 (seuil : 6 %) et donc n'a plus de députés.